# Josh McDermitt
Josh McDermitt (Phoenix, 4 de junho de 1978), é um ator norte-americano de cinema e televisão e humorista. Ele é mais conhecido por interpretar Eugene Porter na série The Walking Dead, da AMC. McDermitt teve um papel principal na comédia Retired at 35 (2011-2012), interpretando o personagem Brandon. A série foi cancelada após a sua segunda temporada.

## Biografia
Josh McDermitt nasceu e cresceu em Phoenix, Arizona, e é um dos seis filhos da família. Ele é descendente de holandeses e portugueses. McDermitt agora reside em Los Angeles, Califórnia. Ele é um membro do grupo de comédia de improvisação Robert Downey Jr Jr. McDermitt também é um piloto de balão de ar quente qualificado.

## Carreira
Josh começou sua carreira no entretenimento em um programa de rádio em Phoenix, chamado Tim & Willy, fazendo diversas vozes durante o programa, começando depois a ser também o produtor.
Ele foi o finalista da quarta temporada do Last Comic Standing. Em 2009, ele interpretou Larry em um filme para a televisão chamado Rehab for Rejects.
Em outubro de 2013, os produtores de The Walking Dead anunciaram que Josh interpretaria o personagem Eugene Porter, um personagem original dos quadrinhos, na quarta temporada. O personagem retornou na quinta temporada como parte do elenco fixo.

## Filmografia
| Ano       | Título                  | Papel              | Notas                                                       |
| --------- | ----------------------- | ------------------ | ----------------------------------------------------------- |
| 2006      | Last Comic Standing     | Comediante         |                                                             |
| 2009      | Rehab for Rejects       | Larry              | Filme para televisão                                        |
| 2009      | Madison Hall            | Derek Rightman     |                                                             |
| 2010      | Iron Man 2 Table Read   | Jon Favreau        | Curta                                                       |
| 2010      | The Pitch               | Eric               | Curta                                                       |
| 2011–2012 | Retired at 35           | Brandon            | Elenco principal                                            |
| 2012      | King of Van Nuys        | Event Official     | Filme para televisão                                        |
| 2012      | Work It                 | Quiz Emcee/Manager | 2 episódios                                                 |
| 2013      | The Third Wheel         | Mark               | Curta                                                       |
| 2014      | Headshots and Handcuffs | Captain Collins    | curta para TV                                               |
| 2014–2022 | The Walking Dead        | Eugene Porter      | Recorrente (temporada 4) Elenco fixo (temporada 5–presente) |
| 2014      | Mad Men                 | George Payton      | 2 episódios                                                 |
| 2015      | Life in Color           | Homer              |                                                             |
| 2016      | Hell's Kitchen          | Ele mesmo          | Episódio: "Spoon Fed"                                       |

## Links
- Official Josh McDermitt website
- Josh McDermitt on TVLand.com
- Josh McDermitt. no IMDb.